# ボーグ (護衛空母)
ボーグ (USS Bogue, AVG/ACV/CVE/CVHP-9) は、アメリカ海軍の護衛空母。ボーグ級航空母艦の一番艦。元はAVG-9として分類されたが、1942年8月20日にACV、1943年7月15日にCVE、1955年6月12日にCVHPに艦種変更された。

## 艦歴
ボーグは海事委任契約の下ワシントン州タコマのシアトル・タコマ造船所でスティール・アドヴォケート（船体番号170）として起工した。1942年1月15日にW・ミラー・ジュニア少佐夫人によって進水し、5月1日に海軍に転籍、9月26日にギリス・E・ショート艦長の指揮下就役した。乗員は多くが珊瑚海海戦で沈んだ空母レキシントンの生き残りであった。
1942年11月17日にサンディエゴへ向け出発し、そこで搭載機を搭載して訓練を開始。12月4日にアヴェンジャー2機が空中衝突事故をおこし、一人が死亡、二人が行方不明となった。12月11日にボーグは駆逐艦ケンドリックを伴ってバルボアへ向け出発。12月23日にパナマ運河を通過して12月31日にノーフォーク海軍基地に着いた。ポーツマス海軍工廠での改修の他訓練も続けられたが、ワイルドキャットの着艦失敗事故もおき、死者が出た。
訓練を完了したボーグはアルゼンティナへ向かい1943年3月1日にそこに到着して同月5日に第24.4任務群に加わった。
1943年3月から4月にかけて北大西洋を横断したが大規模な戦闘には遭遇しなかった。4月22日に四度目の横断に出発し、5月22日に艦載機が北緯50度40分 西経35度21分 / 北緯50.667度 西経35.350度の水域で U-569 を撃沈したのが最初の戦果であった。五度目の北大西洋巡航では、6月5日に北緯30度18分 西経42度50分 / 北緯30.300度 西経42.833度の海域で U-217 、6月12日に北緯30度49分 西経33度49分 / 北緯30.817度 西経33.817度の海域で U-118 の二隻のドイツ潜水艦を撃沈している。7月23日、七度目の巡航中に艦載機が U-527 を北緯35度25分 西経27度56分 / 北緯35.417度 西経27.933度の海域で撃沈、ボーグを護衛していた駆逐艦ジョージ・E・バジャー (USS George E. Badger, DD-126) も U-613 を撃沈している。
ボーグは八度目の巡航で三隻のUボートを沈め、最も戦果を挙げた。1943年11月29日に艦載機で U-86 を北緯39度33分 西経19度01分 / 北緯39.550度 西経19.017度の海域で撃沈、12月13日に U-172 を艦載機と駆逐艦ジョージ・E・バジャー、デュポン (USS Du Pont, DD-152) 、クレムソン (USS Clemson, DD-186) 、オズモンド・イングラム (USS Osmond Ingram, DD-255) と協同して北緯26度19分 西経29度58分 / 北緯26.317度 西経29.967度の海域で撃沈、12月20日に艦載機で U-850 を北緯32度54分 西経37度01分 / 北緯32.900度 西経37.017度の海域で撃沈している。
スコットランドのグラスゴーに陸軍の戦闘機を運搬した後、1944年1月から2月にかけて休息を取ったボーグはその後任務に復帰し、3月13日にイギリス空軍機、護衛駆逐艦ヘイバーフィールド (USS Haverfield, DE-393) 、駆逐艦ホブソン (USS Hobson, DD-464) 、カナダの武装商船プリンス・ルパート (HMCS Prince Rupert) と協力し U-575 を北緯46度18分 西経27度34分 / 北緯46.300度 西経27.567度の海域で撃沈している。
1944年5月5日、ボーグとその護衛艦はバージニア州ハンプトン・ローズを出港し二隻の敵潜水艦を捕捉し、7月2日まで巡航を行った。護衛艦の一隻、護衛駆逐艦フランシス・M・ロビンソン (USS Francis M. Robinson, DE-220) は5月13日に北緯18度08分 西経33度13分 / 北緯18.133度 西経33.217度で日本海軍の潜水艦呂501（元ドイツ海軍潜水艦 U-1224 ）を撃沈した。6月24日にはボーグの艦載機が伊52を北緯15度16分 西経39度55分 / 北緯15.267度 西経39.917度の海域で撃沈している。続く7月24日から9月24日までの巡航でボーグの艦載機は8月29日に U-1229 を北緯42度20分 西経51度39分 / 北緯42.333度 西経51.650度の海域で撃沈した。
1944年9月に本国に帰還したボーグは、バミューダおよびロードアイランド州クオンセット・ポイントでの訓練任務に就き、1945年2月まで同任務に従事後、陸軍機を搭載しイギリスのリヴァプールに向かう。1945年4月には再び対潜水艦戦任務に就き、4月24日には僚艦多数と共に U-546 を撃沈した。これはボーグおよびその艦載機による最後の戦果であった。
大西洋の戦いが終了すると、ボーグは太平洋に移動し1945年7月3日にサンディエゴに到着する。その後グアムに向けて出港し、7月24日に到着した。その後アラスカ州エイダックに8月19日から9月6日まで訪れ、続いて太平洋から帰還兵を輸送するマジック・カーペット作戦に参加した。ボーグは1946年11月30日にワシントン州タコマで退役し、予備役艦隊入りした。
ボーグは第二次世界大戦の功績で殊勲部隊章および3つの従軍星章を受章した。